# 나치 독일의 국기
나치 독일의 국기(독일어: die Hakenkreuzflagge)는 아돌프 히틀러의 총통 취임 날짜인 1934년 8월 2일에서 1945년 4월 30일까지 나치 치하의 독일에서 공식적으로 사용되던 국기이다. 흔히 나치 기 또는 하켄크로이츠 기라고도 한다.

## 사용 배경
1920년대, 아돌프 히틀러가 국가사회주의 독일 노동자당의 공식적인 당기로서 제정함으로써 이 기는 공식적으로 사용되었다. 깃발에서 붉은 색의 배경은 붉은 피, 즉 국가를 위한 국민의 희생을 상징하며 가운데에 들어있는 하켄크로이츠라고 불리는 문자는 원래 고대 게르만족의 상징이었고 이른바 '룬 문자'라고 불리는 문자 형태의 한 종류였다. 1934년, 히틀러가 수상에 취임하면서 독일 제국의 국기와 하켄크로이츠 기가 처음에는 혼용되어 쓰였으나 바이마르 공화국이 공식적으로 붕괴하면서 하켄크로이츠 기만이 국기로서 사용된다. 제2차 세계대전이 시작되면서 하켄크로이츠 기에 철십자와 수직선을 겹친 기가 군기로서 사용되었으나 나치 독일 붕괴 이후 성립된 서독과 동독에서는 나치즘을 선전하거나 광고하기 위하여 하켄크로이츠를 사용하는 것을 금지했다.

## 기 일람
- 국가사회주의 독일 노동자당의 당기 
 (1920년 ~ 1945년)
- 나치 독일의 국기 
 (1935년 ~ 1945년)
- 군기 
 (1935년 ~ 1938년)
- 군기 
 (1938년 ~ 1945년)
- 정부기
- 총통기
- 국방군최고사령관의 기 
 (1938년 ~ 1941년)
- 히틀러 유겐트의 기

## 같이 보기
- 전범기
- 독일의 기 목록
- 국가전쟁기
- 나치 독일
- 하켄크로이츠
- 바이마르 공화국
- 독일 제국
- 욱일기